# Städtische Universität Seoul

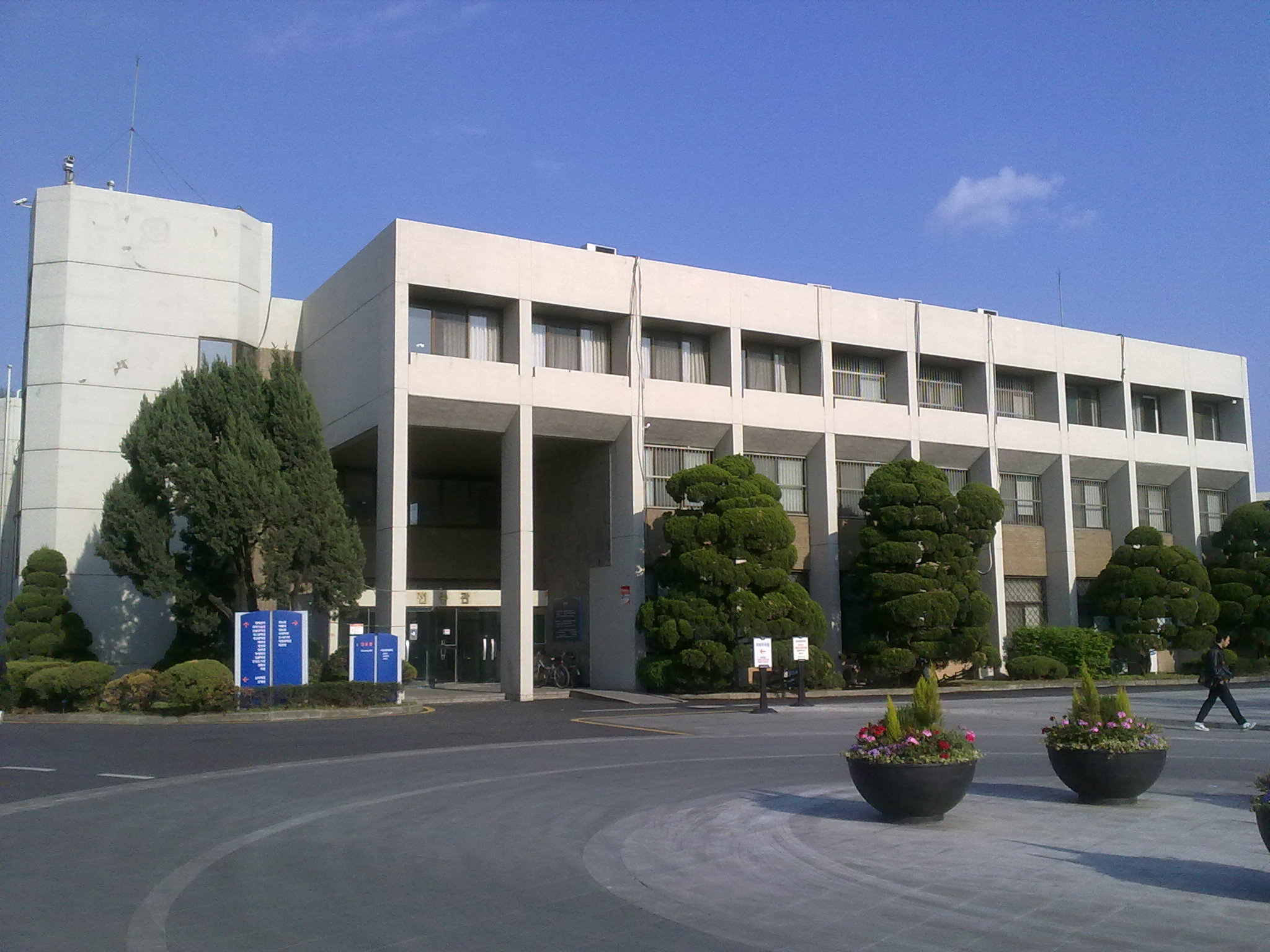
Jeonnong-Gebäude

Die Städtische Universität Seoul, oft auch, nach dem englischen Namen „the University of Seoul (UOS)“, Universität von Seoul genannt, ist eine städtische Universität in Seoul, der Hauptstadt Südkoreas. Der Campus liegt in Jeonnong-dong, Dongdaemun-gu, im nördlichen Seoul.

## Geschichte
Die Universität wurde im Mai 1918 als Öffentliche Landwirtschaftsschule Keijō
(jap. 京城公立農業学校; kor. 京城公立農業學校) unter japanischer Herrschaft gegründet. Im Juni 1950 wurde sie in Landwirtschaftsfachhochschule Seoul (서울농업초급대학) umbenannt und im März 1956 zur Landwirtschaftshochschule Seoul (서울농업대학), einer 4-jährigen Hochschule. Im März 1974 wurde sie zur Industriehochschule Seoul (서울산업대학), weil sie die Kurse in Landwirtschaft abschaffte und durch stadtbezogene Kurse ersetzte.
Im Oktober 1981 wurde die Hochschule in Städtische Hochschule Seoul (서울시립대학; engl. Seoul City University) umbenannt. Im November 1986 erlangte sie den Universitätsstatus und wurde 1987 in Städtische Universität Seoul (서울시립대학교) umbenannt. Ihr englischer Name wurde im Juli 1997 zu the University of Seoul verändert.

## Colleges (Fakultäten)
- College of Public affairs and Economics
- College of Business Administration
- College of Engineering
- College of Humanities
- College of Natural Sciences
- College of Urban Sciences
- College of Arts and Physical Education
- College of Liberal Arts and Cross-Disciplinary Studies

## Graduate Schools
- Graduate School
- Special Graduate Schools
  - Graduate School of Science in Taxation
  - Graduate School of Design
  - Graduate School of Urban Sciences
  - Graduate School of Business Administration
  - Graduate School of Engineering
  - Graduate School of Education
  - Graduate School of Science and Technology
  - University of Seoul Law School
  - International School of Urban Sciences